# Cuba en los Juegos Paralímpicos de París 2024
Cuba estuvo representada en los Juegos Paralímpicos de París 2024 por un total de veintiún deportistas, trece hombres y ocho mujeres.

## Medallistas
El equipo paralímpico cubano ha obtenido las siguientes medallas:
| Nombre             | Deporte                   | Evento                          |
| ------------------ | ------------------------- | ------------------------------- |
| Oro                |                           |                                 |
| Omara Durand       | Atletismo                 | 100 m T12 femenino              |
| Omara Durand       | Atletismo                 | 200 m T12 femenino              |
| Omara Durand       | Atletismo                 | 400 m T12 femenino              |
| Guillermo Varona   | Atletismo                 | Jabalina F46 masculino          |
| Robiel Yankiel Sol | Atletismo                 | Salto de longitud T47 masculino |
| Yunier Fernández   | Tenis de mesa             | Individual MS1 masculino        |
| Plata              |                           |                                 |
| Yamel Luis Vives   | Atletismo                 | 100 m T44 masculino             |
| Sheyla Hernández   | Judo                      | +70 kg J2 femenino              |
| Pablo Ramírez      | Levantamiento de potencia | –54 kg masculino                |
| Bronce             |                           |                                 |
| Ulicer Aguilera    | Atletismo                 | Jabalina F13 masculino          |